# Boy Charlton
Andrew Murray "Boy" Charlton (Crows Nest, 12 de agosto de 1907 – Avalon, 10 de dezembro de 1975) foi um nadador australiano de grande sucesso na década de 1920. Charlton venceu a prova dos 1500 m nas Olimpíadas de 1924. Além desse feito, conquistou outras quatro medalhas olímpicas, duas em Paris e outras duas nos Jogos seguintes, em Amsterdã 1928.